# Bréguet – Sabin
Bréguet - Sabin – stacja linii nr 5 metra  w Paryżu. Stacja znajduje się w 11. dzielnicy Paryża.  Została otwarta 31 grudnia 1906 r.